# أليك غينيس
السير أليك غينيس (بالإنجليزية: Alec Guinness)‏ (وُلد أليك غينيس دي كف 2 أبريل 1914 - وتُوفي 5 أغسطس 2000): هو ممثل إنجليزي حاصل على وسام رفقاء الشرف وعلى رتبة الإمبراطورية البريطانية، طبقة القائد. بعد مسيرة مهنية باكرة قضاها في العالم المسرحي، شارك غينيس في العديد من أفلام إيلنغ كوميديز، بما في ذلك فيلم ذا ليدي كيليرز وفيلم كايند هيرتز آند كورونتس، فأدى غينيس في فيلم هيرتز آند كورونتس تسعة أدوار بشخصيات مختلفة. تعاون غينيس ست مرات مع المخرج ديفيد لين: في دور شخصية هيربرت بوكيت في فيلم جريت إكسبكتشن (الآمال العظيمة) (1946)، وفي دور شخصية فاغين في فيلم أوليفر تويست (1948)، وفي دور شخصية الكولونيل نيكولسون في فيلم بريدج أون ذا ريفير كواي (جسر على نهر كواي) (1957 وهو الفيلم الذي فاز فيه بجائزة الأوسكار لأفضل ممثل)، وفي دور شخصية الأمير فيصل في فيلم لورنس أوف أربيا (لورنس العرب) (1962)، وفي دور شخصية الجنرال يفغراف جيفاغو في فيلم دكتور جيفاغو (1965)، وفي دور شخصية الأستاذ غودبولي في فيلم أيه باسدج تو إنديا (طريق إلى الهند) (1984). مثّل غينيس أيضًا دور أوبي وان كينوبي في ثلاثية جورج لوكاس الأصلية ستار وورز (حرب النجوم)، وقد رُشح لجائزة الأوسكار لأفضل ممثل مساعد في حفل توزيع جوائز الأوسكار الخمسين.
كان غينيس واحدًا من بين ثلاثة ممثلين بريطانيين، جنبًا إلى جنب مع لورنس أوليفيه وجون غيلغد، الذين انتقلوا من العمل المسرحي إلى الأفلام بعد الحرب العالمية الثانية. خدم غينيس في البحرية الملكية الاحتياطية أثناء الحرب وقاد زورق إنزال خلال غزو جزيرتي صقلية وإلبا. في الحرب مُنح الإذن للظهور في مسرحية فلار باث للحديث حول قيادة قاذفات سلاح الجو الملكي.
فاز غينيس بجائزة أوسكار، وبجائزة بافتا، وجائزة غولدن غلوب، وجائزة توني. في عام 1959 منحت الملكة إليزابيث الثانية لقب الفارس لغينيس عن خدماته التي قدمها للفنون. حصل على نجمة في ممر الشهرة في هوليوود في عام 1960، وعلى جائزة الأوسكار الفخرية للإنجازات مدى الحياة في عام 1980، وجائزة زمالة بافتا في عام 1989. ظهر غينيس في تسعة أفلام تواجدت في أعظم مئة فيلم بريطاني من جمعية الأفلام البريطانية في القرن العشرين، وقد تضمنت خمسة من أفلام المخرج ديفيد لين.

## النشأة
وُلد أليك غينيس دي كف في 155 لودرديل مانشونز ساوث، شارع لودرديل، مايدا فيل في لندن. اسم والدته قبل الزواج هو أغنيس كف، وقد وُلدت في 8 ديسمبر 1890 لوالدها إدوارد كف ولوالدتها ماري آن بينفلد. في شهادة ميلاد غينيس، يُطلق على والدته اسم أغنيس دي كف، اسم الرضيع (إذ توضع الأسماء الأولى فقط) هو أليك غينيس، ولا توجد تفاصيل عن الأب.
لم تُثبت هوية والد غينيس على نحو رسمي. منذ عام 1875، وبموجب القانون الإنجليزي، فإنه عند تسجيل ميلاد طفل غير شرعي، لا يمكن تسجيل اسم الأب في الشهادة إلا إذا كان حاضرًا وأعطى موافقته. كان غينيس نفسه يعتقد أن والده مصرفي اسكتلندي، أندرو جيديس (1861-1928)، الذي تكفل بتكاليف تعليم غينيس في مدرسة داخلية في بيمبروك لودج، ساوثبورن، وفي روبورو، إيستبورن. كان جديس يزور غينيس وأمه، أحيانًا، متظاهرًا بأنه أحد أخواله. تزوجت والدة غينيس بعد ثلاث سنوات من كابتن في الجيش الإسكتلندي اسمه ستيفين، وكان متقلب السلوك في كثير من الأحيان أو حتى عنيفًا بعض الشيء.

## الوفاة
تُوفي غينيس ليلة 5 أغسطس 2000 في ميدهورست في غرب ساسكس. دُفن في مقبرة بيترسفيلد، هامبشاير.

## مواقع خارجية
- أليك غينيس على موقع IMDb (الإنجليزية)
- أليك غينيس على موقع الموسوعة البريطانية (الإنجليزية)
- أليك غينيس على موقع روتن توميتوز (الإنجليزية)
- أليك غينيس على موقع مونزينجر (الألمانية)
- أليك غينيس على موقع ألو سيني (الفرنسية)
- أليك غينيس على موقع ميوزك برينز (الإنجليزية)
- أليك غينيس على موقع تيرنر كلاسيك موفيز (الإنجليزية)
- أليك غينيس على موقع أول موفي (الإنجليزية)
- أليك غينيس على موقع قاعدة بيانات برودواي على الإنترنت (الإنجليزية)
- أليك غينيس على موقع قاعدة بيانات الأفلام السويدية (السويدية)